# Dombeya cymosa
Dombeya cymosa là một loài thực vật có hoa trong họ Cẩm quỳ. Loài này được Harv. mô tả khoa học đầu tiên năm 1862.